# فابریتسیو د آندره
فابریتزیو دِ آندره (به ایتالیایی: Fabrizio de André) خواننده و آهنگساز ایتالیائی که درمیان دوستدارانش در ایتالیا به فابر معروف بود در ۱۸ فوریه ۱۹۴۰ در جنوای ایتالیا چشم به جهان گشود و در ۱۱ ژانویه ۱۹۹۹ در شهر میلان ایتالیا چشم از جهان فروبست. فابریزیو دِ آندره به داشتن دیدگاه آنارشیست و لیبرال و صلح جویی معروف بود.

اوج فعالیت‌های هنری موسیقایی او در سال‌های ۱۹۵۸ تا ۱۹۹۷ بود و در این مدت ۱۳ دیسک روانه بازار کرد.

بخاطر سبک مردمی و اجتماعی ترانه‌هایش درمیان ایتالیایی‌ها و دوستداران زبان ایتالیایی حتی گاهی به عنوان یک شاعر نیز بشهرت رسید
هر چند این شهرت کمتر از مرزهای ایتالیا عبور کرد.
موسیقی وی به شدت تحت تأثیر فرهنگ مردمی ایتالیا قرار داشت و در عین حال از ترانه سرایان فرانسوی با سبک‌های هنری و مکاتب فکری مشابه به ویژه از ژرژ برسنس که او را استاد خود می‌دانست و از میان خوانندگان و ترانه سرایان انگلیسی زبان از لئونارد کوهن و باب دیلان متأثر بود.

او در ترانه‌هایش از عشق می‌گفت از اقلیت‌های اجتماعی، قشر ناتوان ضعیف و ستم دیده و در کل او برای گروه‌های خاص جامعه ترانه می‌سرود.
دِآندره در اوج شهرت خود در سن ۵۹ سالگی به دلیل ابتلا به سرطان ریه درگذشت.